# Mesoconius rufithorax
Mesoconius rufithorax är en tvåvingeart som beskrevs av Günther Enderlein 1922. Mesoconius rufithorax ingår i släktet Mesoconius och familjen skridflugor.
Artens utbredningsområde är Peru. Inga underarter finns listade i Catalogue of Life.